# Письмо о справедливости и открытости дискуссий
«Письмо о справедливости и открытости дискуссий» (англ. A Letter on Justice and Open Debate) — открытое письмо в защиту свободы слова, подписанное 153 западными публичными интеллектуалами, опубликованное  7 июля 2020 года   на сайте одного из старейших американских журналов Harper’s Magazine.
Авторы письма призывали прекратить насаждение в западных странах «идеологического единообразия и нравственной категоричности», настаивали на необходимости сохранить свободный обмен мнениями и просили не превращать толерантность в инструмент навязывания определенных мировоззренческих  установок. Письмо стало реакцией на распространение в западном обществе явления «культуры отмены», когда  людей по обвинению в неполиткорректных действиях или высказываниях подвергают травле и унижениям в социальных сетях, что негативно отображается на их карьере и жизни. Также в письме был осужден действовавший на тот момент президент США Дональд Трамп как «угроза демократии»
Среди подписавших письмо были писательницы Джоан Роулинг и Маргарет Этвуд,  лингвист и философ Ноам Хомски, психолог Стивен Пинкер, политолог Фрэнсис Фукуяма, шахматист Гарри Каспаров, писатель Салман Рушди, лауреаты Пулитцеровской премии Энн Эпплбаум и Джеффри Евгенидис.